# Ithomiola
Ithomiola es un género de mariposas de la familia Riodinidae.

## Descripción
Especie tipo por monotípia Ithomiola floralis Felder, C y R Felder, 1865.

## Diversidad
Existen 11 especies reconocidas en el género, 6 de ellas tienen distribución neotropical.

## Plantas hospederas
Las especies del género Ithomiola se alimentan de plantas de la familia Orchidaceae. Las plantas hospederas reportadas incluyen el género Sobralia.